# CD2WAV32
CD2WAV32はもろぼし☆らむが開発するWindows上で動作するCDリッパー。
かつてCD2WAVの名称で配布していたプログラムの32ビット版として1996年7月7日に最初のβ版をリリース。国産であるため、すべてのUIが日本語で表示できることから人気を集めた。歴史が長く、2025年現在では「老舗のCDリッピングツール」「いにしえのCDリッピングツール」「あのCDリッピングソフト」と評されることもある。プロプライエタリのフリーウェアである。

## 機能
オーディオCDから音楽データをリッピングし、WAV、WMA、MP3ファイルへと変換することができる。MP3ファイル形式での出力には、Windows内蔵のエンコーダのほか、午後のこ〜だDLL、SCMPX、LAMEなどを利用することができる。ただし、Windows内蔵のエンコーダはコメントに不明なデータを付けてしまうとしてR4.00jp現在は推奨されていない。午後のこ〜だDLLを使用して直接MP3ファイルにエンコードする機能はR3.07からサポートされた。かつては変換先としてTwinVQ(VQF)形式もサポートしていたが、R4.00jpから非サポートとなった。
本ソフトの特徴として、CD読み込みに関する設定項目が非常に多いことが挙げられる。中でも「2パスフレーム間補正読み出し」「ベリファイ」のように、より正確に読み出すための設定が充実している。

## エピソード
- 1999年10月1日に施行される改正著作権法に触れる可能性があるとして、1999年9月18日をもって配布を一時停止した[8][9]。音楽CDに設けられているデジタルコピーを禁止するための「ビット」を無視してWAVファイルに変換する仕組みになっており、この点が改正著作権法の「コピープロテクション等技術的保護手段の回避に係る規制」に抵触する可能性があるためだと作者は説明している[10]。文化庁がCDのリッピングについては問題ない旨のコメントをしたことを受け、1999年12月24日からアップデート差分のみ配布を再開[11]、2000年3月1日から本体の配布を再開した[12]。
- 2025年5月31日、R4.00jpをリリースした。前回のパッチリリースから16年ぶり、正式版としては20年ぶりのリリースとなった[13]。作者は、メインマシンをWindows 11に入れ替え、Delphi 12.1 Community EditionをPCに導入。その際、サンプルとして本ソフトのプロジェクトを読み込ませたところ、修正の手が止まらなくなってしまい、今回のリリースにつながったという[4]。

## 派生版

### CD-TEXT対応 デジタルCD Player
もろぼし☆らむが開発し提供している、ダイレクトにCDからデジタルデータを読み出してWAVEデータとして再生するCDプレイヤーソフトウェア。CD-TEXT規格にも対応している。CDドライブとサウンドカードをアナログ音声出力コードで接続しなくても再生できることが特徴である。
このプログラムは、CD2WAV32のデジタル再生機能を独立させてCDプレイヤーとして実装されたものである。前述の1999年に改正著作権法の影響でCD2WAV32の配布が一時停止した際に開発が行われ、リリースされた。